# ソテツ
ソテツ（蘇鉄、蘓鉄、学名: Cycas revoluta）は、裸子植物のソテツ目、ソテツ科、ソテツ属に属する常緑樹の1種である。幹の頂端に大きな葉が多数密生する（図1）。外観はヤシや木生シダに似ているが、系統的には全く遠縁であり、この類似性は他人のそら似である。幹は、枯れ落ちた葉の基部が残ってうろこ状に覆われている。雌雄異株であり、雄株は細長い円柱状の小胞子嚢穂（"雄花"）を、雌株は大胞子葉が密生したドーム状の構造（"雌花"）を、それぞれ茎頂に形成する（図1）。大胞子葉について成熟した種子（"実"）は赤朱色になる。根には窒素固定能をもつシアノバクテリア（藍藻）が共生しており、貧栄養地でも生育できる。九州南部から南西諸島、台湾、中国南部に分布する。ソテツを含めてソテツ類は、中生代から形態的にあまり変わっていないため、「生きている化石」ともよばれる。
ソテツは、ソテツ類の中では、耐寒性があるため鑑賞用に最も広く用いられており、世界中で植栽されている。その種子や幹には多量のデンプンが含まれるため、これを抽出して粥や味噌（蘇鉄味噌）など食用とすることがある（→#食用）。ただし、ソテツはサイカシンやBMAAなどの毒を含むため、食用とする際にはこれを除く処理が必要となる。

## 特徴
幹が柱状の常緑樹であり、高さ1.5–8メートル (m)、幹の直径20–95センチメートル (cm)、ふつう分枝しないが（図2a）、ときに多少分岐する（図2b, c）。ときに幹や根元から不定芽が生じる（図2d）。成長は遅いが、50年で 4.5 m ほどになる。幹は、枯死した葉柄の基部が残って灰黒色のうろこ状に覆われている（図2d, e）。他のソテツ類と同様、地表に特殊化した根（サンゴ状根）を形成し（図2f）、その中に窒素固定（窒素分子を植物が利用可能なアンモニアに変換する）を行うシアノバクテリア（藍藻）が共生している。
40–100枚以上の葉が、茎頂にらせん状に密生している（図2a, b, 図3a）。葉は長さ 70–200 cm、幅 20–30 cm、1回羽状複葉であり、葉軸に線形の小葉が多数（60–150対）互生し、断面ではV字状につく（図3）。葉柄は長さ 10–20 cm、両側に6–18本のトゲがある（図5a）。葉柄と裏面には褐色の綿毛が密生する（図3b）。複葉を構成する個々の小葉は長さ 8–20 cm、幅4–8ミリメートル (mm)、先端は尖り（触れると痛い）、全縁で縁は裏側（背軸側）に多少反り、表面は深緑色で光沢があり、裏面は淡緑色で軟毛がある（図3b, c）。小葉の葉脈は中軸に1本のみあり、表面で窪み、裏面で隆起する（図3b, c）。本州では、6月ごろと9–10月ごろの2回新葉が生じる。
雌雄異株であり、"花期"は5–8月。ソテツでは、"雄花"、"雌花"ともに、発熱することが報告されている（下記参照）。"雄花"（小胞子嚢穂、雄性胞子嚢穂、雄錐、花粉錐）は茎頂に直立し、淡黄緑色、円柱状紡錘形、長さ 30–70 cm、直径 8–15 cm、軸にらせん状に配列した多数の鱗片（小胞子葉、雄性胞子葉、"雄しべ"）からなる（図4a, b）。小胞子葉は 3.5–6 × 1.7–2.5 cm、三角形状くさび形で先端側が広がり、裏面（背軸面）に3–4個ずつ集まった花粉嚢が多数密生する（図4c）。花粉は楕円形、幅広い発芽溝がある。花粉放出後に"雄花"は枯れ、そのわきに新芽が生じて成長を再開する（仮軸成長）。
"雌花"（種子錐）は、茎頂に密生した多数の大胞子葉（雌性胞子葉）からなる（図5a）。大胞子葉は黄色から淡褐色、褐色毛が密生してビロード状、長さ 14–22 cm、先は羽裂し、柄に2–8個の直生胚珠が互生する（図5b, c）。風媒または虫媒（下記参照）。胚珠の珠孔から分泌された受粉滴に花粉が付着し、受粉滴とともに胚珠に取り込まれ、花粉管を伸ばして数か月後にらせん状に配列した多数の鞭毛をもつ精子を放出する。この精子は1896年、当時東京農科大学（現東京大学農学部）の助教授であった池野成一郎によって、裸子植物ではイチョウに続く2例目として報告された（下記参照）。胚珠内には、ふつう2個、ときに3–5個の造卵器が形成され、10–11月に受精が起こる。受粉が終わると大胞子葉どうしが密着し、胚珠は外部から保護される。種子はやや扁平な卵形、およそ 4 × 3 cm、種皮外層は赤朱色で多肉質、中層は硬く石質、内層は薄く膜質（図5d）。結実後は、"雌花"の中心から成長を再開し（単軸成長）、普通葉または再び大胞子葉をつける。染色体数は 2n = 22。

## 毒
ソテツは、有毒な配糖体であるサイカシン（cycasin; 図6a, b）やネオサイカシン（neocycasin）、マクロザミン（macrozamin）、および神経毒となる非リボソームペプチドであるβ-Nメチルアミノ-L-アラニン（β-methylamino-L-alanine, BMAA; 図6c）を全体に含む。そのため、ソテツを食用とする場合は、これらの物質を除去する必要がある（下記参照）。
サイカシンは、メチルアゾキシメタノール（methylazoxymethanol; MAM）とグルコースから合成される。摂取されるとMAMが遊離し、これがホルムアルデヒドとジアゾメタンへと分解され、急性中毒症状を起こし、また発癌性を示す。BMAAは興奮毒性を示し、筋萎縮性側索硬化症（ALS）の原因になると考えられている。
これらの物質の合成には、共生シアノバクテリアが関与していると考えられている。ただし、ソテツは無菌状態でも BMAA を合成可能であることが報告されている。

## 分布・生態
ソテツは、ソテツ目の中で日本に自生する唯一の種である。九州南部から南西諸島、台湾、中国南部（福建省）に分布する（図7）。中国南部では、かつては多く生育していたが、1960年代以降の生育環境の破壊や商業的採取によって大幅に減少し、現在では自生のものの有無は確かではないとされる。宮崎県串間市都井岬（図7c）が自生地北限とされるが、長崎県五島列島福江島のものも自生とする説がある。鹿児島県や宮崎県のソテツ自生地は、国の天然記念物に指定されている（下記参照）。
主に海岸の風衝地や崖、原野などに生育し、特に石灰岩地に多い（図7）。根に窒素固定能をもつシアノバクテリアが共生しており、貧栄養の土地でも生育できる。
ソテツは、風または昆虫によって花粉媒介される。ただし、風による花粉の散布能は低く、雄株から半径 2 m 以上では浮遊花粉は著しく減少し、また"雌花"を網かけして昆虫を排除すると雄の近傍にある個体以外では結実率が著しく低下する。送粉者である可能性がある昆虫として、与那国島ではケシキスイ科の甲虫が報告されているが、ソテツ類のもう1つの科であるザミア科で報告されているような送粉者の高い特異性は見られない。ソテツは"雄花"、"雌花"とも強い臭気（揮発性物質であるエストラゴールなどによる）を発し、これによって甲虫が誘引されると考えられている。また、ソテツは甲虫に対する報酬として食物（受粉滴、大胞子葉など）や繁殖場所を提供していると考えられている。ソテツの"雄花"および"雌花"は発熱し、それぞれ最大で外気温よりも11.5°C、8.3°C高くなることが知られており、これが臭気を強化していると考えられている。ザミア科では、強すぎる臭気や熱によって、花粉をつけた昆虫を高温の"雄花"から追い出してより低温の"雌花"へ行くように仕向けるために"雄花"がより高温に発熱すると考えられている。
ハシブトガラスやネズミによる種子散布が報告されている。
熱帯アジア原産の蝶の1種であるクロマダラソテツシジミ (Luthrodes pandava; 図8a) はソテツを含むソテツ類を食樹とするが、近年、南西諸島に定着し、ソテツを食害して問題となっており、また越冬はできないが毎年関東地方まで侵入している。また、東南アジア原産のカイガラムシであるソテツシロカイガラムシ (Aulacaspis yasumatsui; cycad aulacaspis scale, CAS; 図8b, c) は台湾においてソテツに大きな被害を与え、さらに2022年には奄美大島で、2023年には沖縄本島で生育が確認されている。またこのカイガラムシは、フロリダに植栽されているソテツにも被害を与えている。

## 保全状況評価
国際自然保護連合（IUCN）のレッドリストでは、2003年版で近危急種に評価され、その後、2009年版で低危険種に変更された。日本では、ソテツは絶滅危惧等に指定されていないが、分布北限とされる宮崎県では保護上重要な種に指定されている。
ソテツを含むソテツ類の全種は、1977年2月4日にワシントン条約附属書II類に指定された（チャボソテツ Cycas beddomei のみは輸出入により制限がある附属書I類）。ただし、日本では承認を受ければソテツを輸出することが可能である。
日本では、国や自治体によって天然記念物等に指定されている自生ソテツや植栽されたソテツが多く、国指定の天然記念物としては、2023年現在以下のものがある（ソテツを含む植物群落全体の指定を除く）。
- 鹿児島県のソテツ自生地（鹿児島県指宿市・南さつま市・南大隅町・肝属郡肝付町）
- 都井岬ソテツ自生地（宮崎県串間市）（図7c）
- 大野下の大ソテツ（熊本県玉名市）
- 松屋寺のソテツ（大分県速見郡日出町）
- 広沢寺のソテツ（佐賀県唐津市）
- 誓願寺のソテツ（香川県小豆郡小豆島町）
- 日御碕の大ソテツ（島根県出雲市）
- 妙国寺のソテツ（大阪府堺市）（図11c）
- 常神のソテツ（福井県三方上中郡若狭町）（図9a）
- 能満寺のソテツ（静岡県榛原郡吉田町）（図11b）
- 龍華寺のソテツ（静岡県静岡市清水区）（図11a）
- 新町の大ソテツ（静岡県賀茂郡河津町）（図9b）

## 人間との関わり

### 植栽
南国情緒のある樹形や丈夫さ、高い環境適応能のため、ソテツ類の中では最も広く栽培されている。乾燥、潮風、大気汚染には強いが、寒さにはやや弱い。水はけが良い土質、日当たりと風通しが良い場所を好み、施肥や水やりをほとんど必要としない。日照不足や水のやりすぎは、根腐れを起こすことがある。小葉の先端が鋭く尖っているため、また人を含む動物に対して有毒であるため、植栽場所を考慮する必要がある。また、鉢植えや盆栽に利用されることもある。
実生または幹から生じた不定芽を用いて殖やす。種子は播種後に発芽するまで乾かないように管理するが、発芽には少なくとも2–3ヶ月かかる。不定芽は、こぶし大になったものを幹から切り離して挿し木にして植える。植え付けは5月以降に行い、植え付けた際に水を充分に与える。定期的に剪定して古い葉は取り除く。病虫害は少ないが、上記のように、クロマダラソテツシジミやソテツシロカイガラムシが害を与えることがある。
自生地である九州南部・南西諸島では、ソテツが多く植えられている（図10a）。下記のように食用として利用され、また防風、防潮、侵食防止、畑の境界木、緑肥、燃料などの用途にも利用され、高度成長期以前には現在よりも多かった。自生地以外でも、世界中の暖温帯から亜熱帯域で主に観賞用に広く植栽されている（図10d）。日本でも、関東以西では野外に植栽可能であり、各地の寺社、庭園、公園、学校、官公庁などに植えられている（図10b, c）。やや寒冷な地では、冬になると防寒用に薦（こも）を巻いたり、新芽を残して葉を落とし、ワラで全体を覆うこともある（図10c）。
奄美大島などからは、観賞用や緑化用のソテツの種子が輸出されている（2008年現在）。主にコスタリカやホンジュラスへ輸出されて苗木に仕立てられ、鉢植えや街路樹としてヨーロッパなどへ、砂漠緑化用にアフリカやオーストラリアへ再度輸出される。
日本では、安土桃山時代以降に自生地以外でも庭園樹に使われてきたといわれ、島根県日御碕の福性寺境内にある大ソテツなど、天然記念物に指定されてきたものも少なくない（上記参照）。静岡県静岡市清水区の龍華寺（図11a）、静岡県吉田町の能満寺（図11b）、大阪府堺市の妙国寺のソテツ（図11c）は、日本の三大ソテツとよばれる。妙国寺のソテツは織田信長によって安土城に移植されたが、妙國寺に帰りたいと夜泣きしたため、寺に戻されたという伝説がある（図11d）。また『太閤記』は、妙国寺のソテツは一度枯れかかったが、法華経を読んだことによって蘇ったという話を記している。

### 食用
ソテツは幹や種子にデンプンを多く貯めるため、南西諸島では古くから食用に利用されていた。しかし上記のようにソテツは全体にサイカシンやBMAAなどの毒を含むため、食用とする際には毒抜きが必要となる。毒抜きは非常に手間がかかり、表層を剥いだ幹や種子の胚乳を砕き、これを何度も何度も水にさらして有毒成分を分離する。また、茎を砕いてカビつけをし、むしろで覆って発酵させたのちに前記のようにデンプンを抽出することもあった。毒抜きが不完全であると、嘔吐や下痢などの中毒症状を示し、ときに意識不明、場合によっては死に至る。近年でも、1999年に愛媛県の中学校でソテツ種子を食して生徒が中毒になる事故が起きた。
ソテツから抽出されたデンプンは、粥にしたり、団子、菓子、餅などに利用された。また、味噌（蘇鉄味噌; 下記）や醤油、焼酎の原料ともされた。21世紀現在では珍しい食材となっているが、第二次大戦後の高度成長期までは南西諸島において比較的一般的に利用されていた。
幹よりも種子からの方が、デンプン抽出が容易であるため、幹を食用とする際には、種子をつくる雌株を避け、雄株が用いられていた。また"花期"には、"雄花"を持って"雌花"につけて人工授粉を行って種子の増収を図ることもある（人工授粉の有無で収量は約5倍違うといわれる）。幹の食用利用は現在ではほとんど行われていないが、種子のデンプンは利用されることがある。奄美地方ではソテツの種子は「ナリ」とよばれるため、ソテツの種子を用いた粥は「ナリガユ」や「ナリガイ」、味噌は「ナリ味噌」とよばれる。またソテツの幹の芯の部分を用いた粥は「シンガイ」とよばれる。

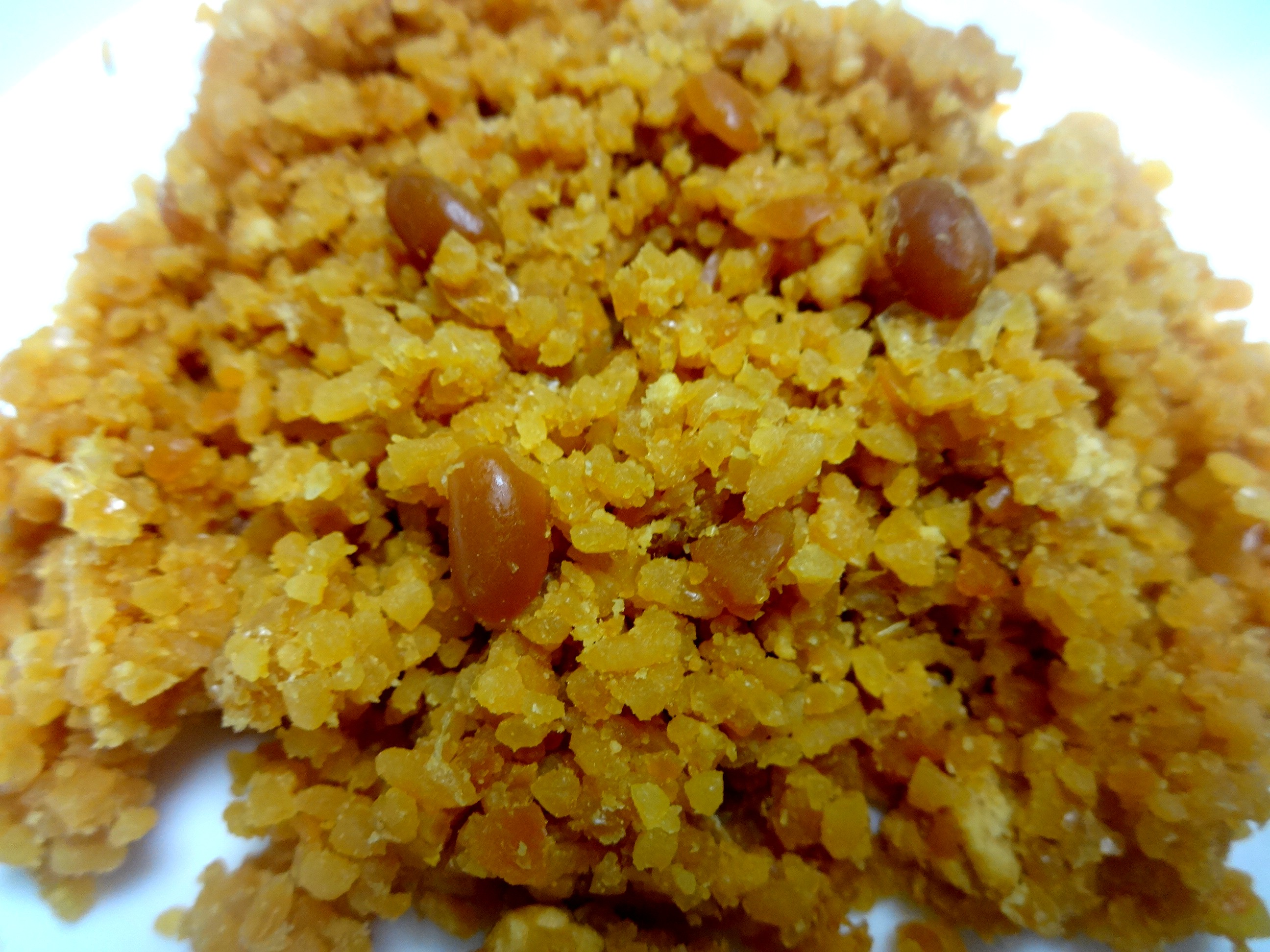
12. 奄美大島で作られる蘇鉄味噌

ソテツは味噌（蘇鉄味噌、ナリ味噌）の原料として利用されてきたが、2020年現在でも商業的な生産が行われている（図12）。ふつう種子を二つ割りにして日乾し、種皮を除いて水洗したものを砕き、塩、麹とともに大豆、甘薯、米麦等を加えて発酵、熟成する。この過程でサイカシンなどソテツの毒は分解されるため、原料のソテツ種子の処理には上記のような毒抜きは行わないことがある。ソテツ味噌は1ヶ月ほどで食べ頃となり、味噌汁やお茶請けとされる。
南西諸島では、古くから救荒食としてソテツが植栽されてきた。1734年には、救荒植物としてソテツの植樹を奨励する琉球王府による布告があり、またその調理法も伝えられた。また17世紀の薩摩藩による奄美侵攻以来、奄美群島は薩摩藩の直接支配を受け、やがてサトウキビの栽培を強制されたためしばしば日常的な食糧にも事欠くようになり、ソテツに対する依存度が高かった。そのため奄美群島ではソテツと深く関わった文化が見られ、「ソテツ文化」ともよばれる。そのようなソテツとの関わりは現代でも続いており、沖縄ではソテツが少なくなっているが、2012年現在でも奄美大島ではソテツ畑の手入れに補助金が出ており、ソテツの利用や管理が続けられている。
南西諸島では、飢饉の際にソテツを救荒食としていたが、正しい加工処理をせずに食べたことで食中毒により死亡する者もいた。特に、大正末期から昭和初期にかけて、農業や経済的状況、戦争関連恐慌、干魃や不作などにより一部地方では重度の貧困と食糧不足に見舞われ、ソテツ食中毒で死者を出すほどの悲惨な状況にまで陥り、これを指して「ソテツ地獄」と呼ばれるようになった。ただし、「ソテツ地獄」は沖縄救済を訴えるジャーナリズムによる誇張を含む表現であり、上記のようにソテツは比較的身近な食材であったともされる。
奄美大島では、珍しい食材として地域おこしに活用するため、2019年現在ソテツのデンプンを用いたうどん、天ぷら、餅、煎餅が製造されている。

### その他の利用
ソテツの種子は蘇鉄子（そてつし）や蘇鉄実（そてつじつ）とよばれる生薬となり、鎮咳、通経、健胃に用いられることがあったが、有毒であり、現在では利用されない。大正期には種子が薬用になるとして本土の大都市で販売されたが、誤った製法を用いたため中毒事故を起こす事もあった。また自生地では、民間薬として種子をつぶして外用薬としたり、除毒したものを内服薬とすることがあったが、その根拠となる成分は明らかではない。
ソテツの葉は窒素など栄養分に富むため、水稲などの肥料として用いられていた。ただし、ソテツの使用量が多すぎると根腐れやいもち病の原因になるとされ、耕耘も不便になることから使用が避けられることもあった。
乾燥させた種皮は、肥料としたり、魚を燻製する燃料とされたり、燃やした煙を蚊除けにしたりした。
与論島、沖永良部島、喜界島など山林がない島では、ソテツの枯葉は重要な燃料であった。
大島紬の泥染では、染まりが悪いとソテツの葉を入れて化学的作用を強くする場合がある。また、大島紬の代表的な柄である「龍郷柄（たつごうがら）」は、ソテツ（またはアダン）をモチーフとしている。
虫かごやまり、笛など子供の遊具の材料とされたこともあった。
ソテツの葉は生花や装飾用としても利用されており、ヨーロッパではソテツの乾燥葉を漂白したものに染色して降誕祭や復活祭の飾りや花輪に利用している。奄美地方では1895年（明治28年）から戦後にかけてヨーロッパにソテツの葉を輸出していた。2000年現在では千葉県の南房総地方でソテツが多く栽培され（おそらく大正時代に南西諸島から購入）ソテツの葉の出荷組合が存在し、主に東北地方以北に向け出荷されている。
ソテツは南西諸島における民謡や、短歌、俳句に取り上げられ、また、島尾敏雄の『ソテツ島の慈父』、新崎恭太郎の『蘇鉄の村』、笹沢左保の『赦免花は散った』、南條範夫の『鹿児島の蘇鉄』などソテツを扱った小説もある。「蘇鉄」は、夏の季語である。

### 精子の発見
陸上植物における雄性配偶子は、コケ植物やシダ植物では鞭毛をもつ精子であるが、ほとんどの種子植物は鞭毛をもたない精細胞である。しかし、種子植物の中で、ソテツ類とイチョウのみは鞭毛をもつ精子を形成する。1896年9月9日、帝国大学農科大学（現 東京大学農学部）の助手であった平瀬作五郎によって、イチョウの精子が発見されたが、同大学の助教授であった池野成一郎はその重要性を直ちに理解し、これを発信したといわれる。また、池野自身はそれ以前からソテツに注目して鹿児島へ赴き研究を行っていたが、同じく1896年に、固定して東京へ持ち帰った試料から、ソテツの精子を発見した。イチョウおよびソテツにおける精子の発見は世界的に大きな反響を呼び、1912年にこの功績に対して平瀬、池野両名に第2回学士院恩賜賞が授与された。当初、学士院は池野のみを候補者としていたが、池野が「平瀬がもらえないのであれば自分ももらうわけにはいかない」としたため、両名受賞となったと伝えられている。
池野成一郎によるソテツ精子発見の際に用いられたソテツの株は、鹿児島県立博物館前に現存しており（鹿児島県指定天然記念物; 図13a）、これから分譲された株が小石川植物園の正門近くに植栽されている（図13b）（平瀬作五郎がイチョウ精子発見に用いた木も、小石川植物園内に現存する）。

## 名称

### ソテツ
ソテツの樹勢が衰えたときには、鉄釘を打ち込んだり、根元に鉄くずを施すと蘇生するとの伝承があり、これが「ソテツ（蘇鉄）」の名の由来とされることが多い。ただし、下記の南西諸島での名称から派生した可能性も示唆されている。「蘇鉄」や「ソテツ」の表記は、古いものでは「沖永良部島代官系図」（1682年）、『大和本草』（1709年）、「首里王府評定所条文」（1732年）などに見られる。鉄によってソテツの樹勢が回復するという記述は中国の書にも見られるが、中国でのこの植物の名は「鉄樹」、「鉄蕉」、「鳳尾蕉」などであり、古い文献に「蘇鉄」は見られないという。中国名の「鉄樹」や「鉄蕉」は、材が固いことに由来するとする説や、成長が極めて遅いことに由来するとする説がある。後者と関連して、念願が叶うことを「千年の鉄樹が開花する」と例えることがある。

### 南西諸島での名称
南西諸島においてソテツは極めて身近な植物であり、以下のように地域によってさまざまな呼称がある。同一市町村であっても、集落によって異なることが多い。「ヒトゥチ」には、「ヒトゥ（デンプン）の木」の意味があるとされる。
- 喜界島: シィツター、スッター、スゥッター、スゥチチャー、スゥティター、ステチ、シィトゥター、ティトゥダー、トゥッチャー、トゥティダー
- 奄美大島: シイテチ、シィツウズウ、シーヅィズィ、スイティ、スティチィ、スティツ、スティーチ、ステツ、スティツィ、スティテ、スィティツ、セテツ
- 加計呂麻島: スィティッ、スィティティ
- 請島: スィティッ
- 与路島: スィティツ、ステツ
- 徳之島: シィティチ、シティチ、シリィチ、シリチ、スティチ、ステチ
- 沖永良部島: シトゥチ、ストゥチ、スティチ、ヒトゥチ
- 与論島: シチチ
- 沖縄島: イトゥトゥー、シチツ、シティチィ、シティバー、シテチ、シテーチ、シトゥチ、スチチバー、スティチ、スティチャ、スーティーチ、スティーチャー、スーティーチャー、スティティバー、スティチャー、ステーチ、ストゥチ、ヒチュチュ、ヒチュチュー、ヒティチ、ヒトゥチ、ヒチチ、フティチ
- 瀬底島: トゥートゥーバー
- 渡名喜島: ヒトゥク
- 粟国島: シティク、スーティチャー
- 久米島: シットゥク
- 伊平屋島: ヒトゥチ
- 伊是名島: シトゥチ
- 伊江島: スティチ
- 渡嘉敷島: ヒティチ、シティチィ
- 座間味島: ヒティチ、ヒトゥチ
- 阿嘉島: ヒツツ
- 宮古島: ソウキャツ、ソゥティツ、ソゥティャツ、シウヅ、シユトッ、ツーズ
- 伊良部島: サテツ、シュタツ、ステツ
- 多良間島: スタチ
- 石垣島: シィティージィ、シティーヂィ、シチヂ、シチチ、シツヅ、シテゥチ、スティヅ、ステツ
- 西表島: シィトゥチ、シトゥチ、シトチ、シツチ
- 鳩間島: シトゥチィ
- 小浜島: シィティツ
- 竹富島: シィジィチィ、シチチ、シィチ
- 黒島: シツチ、シトゥッチ
- 新城島: シィトゥチ、シツチヤ、シチヂ、ヒチヂ
- 波照間島: シィトゥチィ、スチチ
- 与那国島: トゥディチ、トディチ

### 英名
外観がヤシ（palm）に似ており、またデンプン（木から得られる食用デンプンはマレー語でサゴ（sago）とよばれる）が得られるため、英名では “sago palm”、“king sago palm”、“Japanese sago palm” などとよばれる。商業的に利用されているサゴの原料はほとんどサゴヤシ（ヤシ科）であり、サゴヤシも “sago palm” とよばれるが、特に “true sago palm” としてソテツとは区別することもある。

### 学名
学名である Cycas revoluta のうち属名の Cycas は、ギリシア語でドームヤシ（ヤシ科）を意味する koikas から変化した kykas に由来する。種小名の revoluta は、葉の小葉の縁が裏側に巻き込むことに由来する。

## 分類

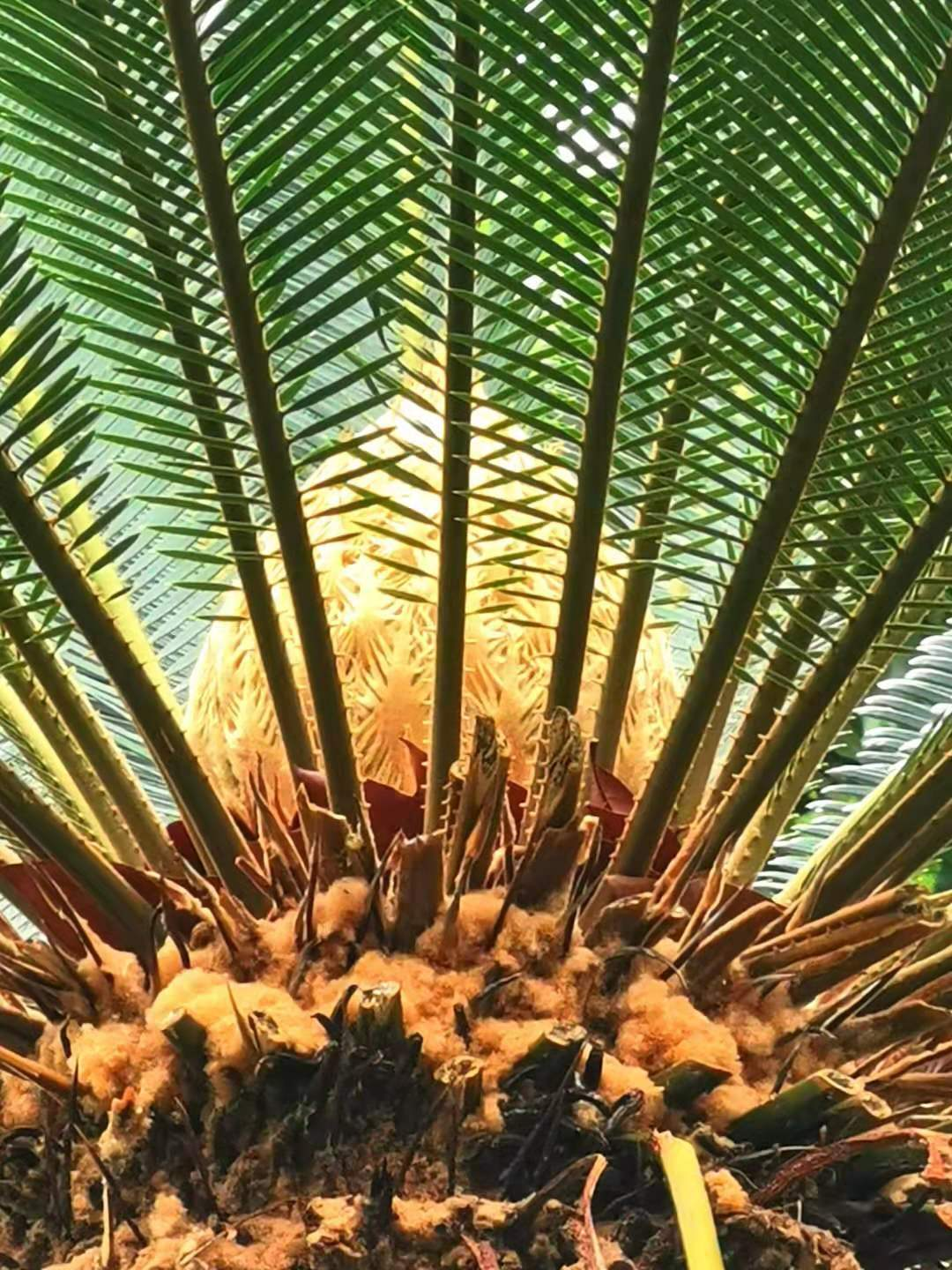
14. "雌花"をつけた台湾産のソテツ（タイワンソテツ）

台湾の個体群は、タイワンソテツ（Cycas taitungensis）としてソテツとは別種とされることがある（図14）。形態的には、小葉がより大きく、小葉間隔が広いこと、大胞子葉がより短く、種子がより大型である点で異なるとされる。しかし、分子形質、形態形質を用いた詳細な解析からは、同種とすべきことが提唱されている。
ソテツ属はいくつかの属内分類群に分けられるが、ソテツは、1種のみ（上記のタイワンソテツを分ける場合は2種）で Asiorientales 節（Cycas section Asiorientales J. Schuster (1932)）に分類される。Asiorientales 節は、Panzhihuaenses 節（中国中南部に分布する Cycas panzhihuaensis のみを含む）とともに、ソテツ属内で最初に他と別れた系統であることが分子系統学的研究から示されている。